# Hypogastrura brevifurca
Hypogastrura brevifurca is een springstaartensoort uit de familie van de Hypogastruridae. De wetenschappelijke naam van de soort is voor het eerst geldig gepubliceerd in 2000 door Skarzynski.